# بول ديلاروش
بول ديلاروش (بالفرنسية: Paul Delaroche)‏ وعرف أيضاً باسم إيبوليط هو رسام فرنسي ولد في يوم 17 يوليو 1797 في باريس تعلم الرسم على يد أنطوان جان غرو واهتم برسم الرسوم القصصية وقام بتعليم عدة تلاميذ بهذا الرسم، وقد اشتهر بلوحة زوجته لويس فيرنيه في سنة 1845 وألتي رسمها عند احتضارها ومعاناتها من المرض حيث توفيت بعمر 31 سنة فقط، توفي في يوم 4 نوفمبر 1856 في باريس.

## الاستقلال الفني
ظهر ديلاروش لأول مرة في صالون باريس في عام 1822 حيث عرض لوحة السيد المسيح المنحدر من الصليب (1822: باريس- القصر الملكي- تشابيل) وجيهوشبا ينقذ جواش (1822 في مدينة تروا الفرنسية)؛ نتج هذا الأخير عن تأثير غروس، وأشاد به الرسام جيريكو الذي دعم بداية الرومانسية. أدى التعليم الذي تلقاه ديلاروش في مدرسة الفنون الجميلة إلى ارتباطه بأفكار الأكاديميّة والكلاسيكية الجديدة، بينما أسفر إمضاءه الوقت في استوديو غروس عن اهتمامه بالتاريخ وتعبيره عن ذلك من خلال الرومانسية. تعكس لوحات جوان دارك في السجن (1824: مدينة روان الفرنسية) -التي عُرضت في صالون 1824- الرأي الوسطي الذي امتلكه. درس ديلاروش التقاليد الحديثة للوحات التاريخ الإنجليزي في ذلك الوقت؛ وهو الأمر الذي ربطه ومزجه بأعماله الخاصة. عرض لوحة وفاة الملكة إليزابيث في عام 1828، وهي أول لوحاته حول التاريخ الإنجليزي. حقق تركيز ديلاروش على التاريخ الإنجليزي شعبية كبيرة له في بريطانيا في ثلاثينيات وثمانينيات القرن التاسع عشر.
أنتج ديلاروش في ثلاثينيات القرن التاسع عشر بعض أعماله الأكثر شهرة بما في ذلك كرومويل جيزينج في جسد تشارلز الأول عام 1831، ولوحته إعدام السيدة جين جراي الأكثر شهرة عام 1833. ضمت أكاديمية الفنون الجميلة ديلاروش في المجتمع في عام 1832 اعترافًا بموهبته وشعبيته. وبعد عام، أصبح أستاذًا في مدرسة الفنون الجميلة. وفي نفس العام، طُلب منه أن يرسم لوحة جدارية كبيرة في صحن كنيسة لا مادلين المركزي في باريس. أدرك ديلاروش افتقاره إلى الخبرة في مجال الرسم الديني وسافر لمدة عام في إيطاليا للتعرف على الأعمال الدينية الماضية. وعند عودته إلى فرنسا قيل له بأنه سيعمل مع جول كلود زيغلر، ولهذا تخلى عن المشروع معتقدًا أن زيغلر سوف يلوث الصورة التي كان يفكر بها. عرض لوحة سانت سيسيليا في عام 1837، وهي أولى لوحاته الدينية الهامة. كان تغيير ديلاروش لمواضيع لوحاته أقل إثارةً لإعجاب النقاد الفرنسيين مقارنةً بأعماله السابقة.

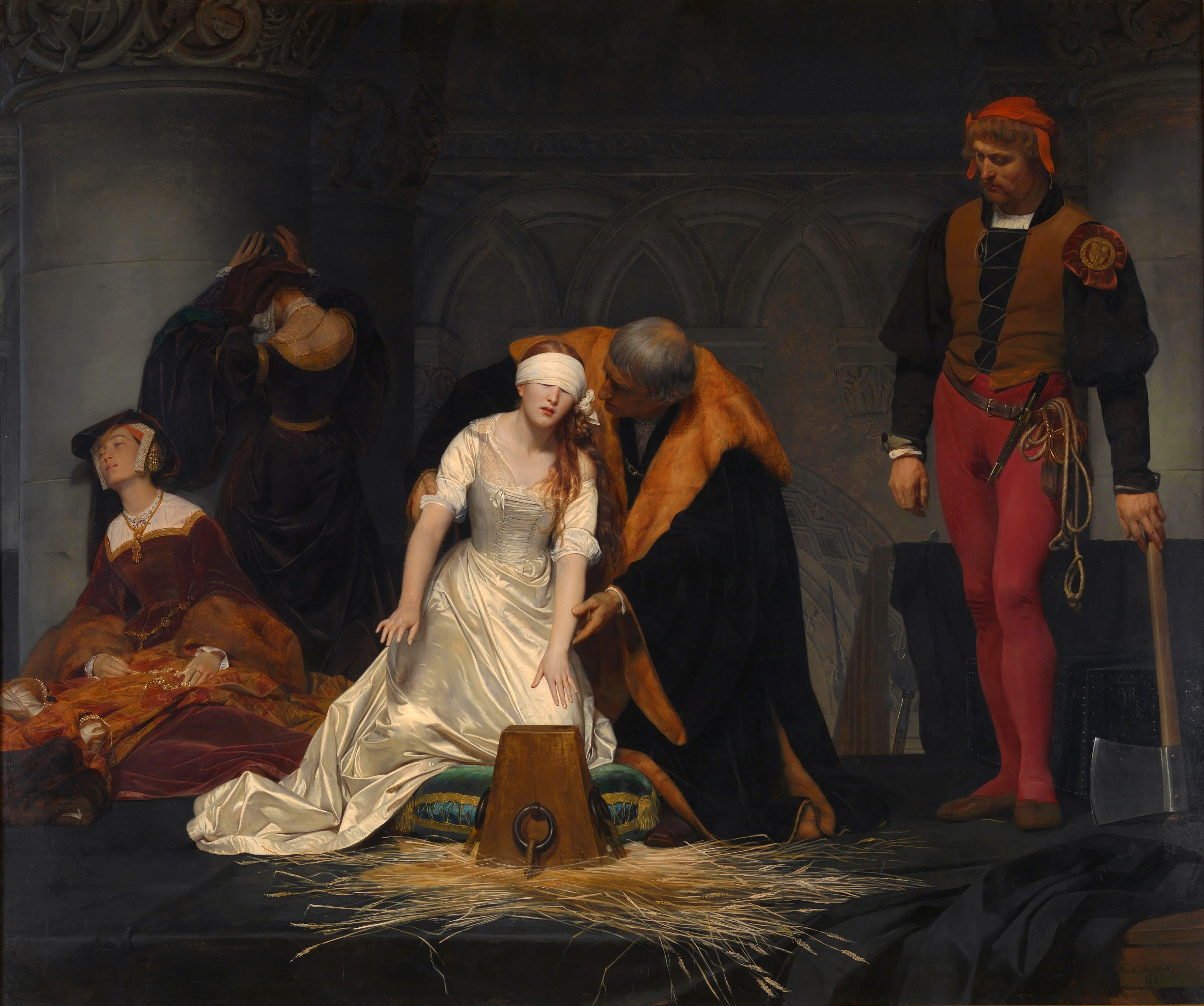
إعدام السيدة جين غراي بريشة بول ديلاروش عام 1876، المعرض الوطني (لندن)

## الأسلوب والموضوعات
يهدف ديلاروش كرسام تاريخي إلى تقديم تحليل فلسفي لحدث تاريخي وربطه بـ «فهم القرن التاسع عشر للحقيقة التاريخية والزمن التاريخي». وعلى الرغم من وجود بعض التناقضات بين التاريخ الحقيقي ولوحاته المرسومة، رأى ديلاروش في وجوب عرض الحقائق أهمية كبيرة. يقول الناقد الأدبي الألماني هاينريش هاين: «لا يمتلك ديلاروش ميل كبير للماضي في حد ذاته، وإنما يميل إلى تمثيل وتصوير وكتابة التاريخ بالألوان». رسم ديلاروش جميع الأشخاص في لوحاته بنفس الدرجة سواء كانوا شخصيات تاريخية عظيمة أو من مؤسسي المسيحية أو شخصيات سياسية مهمة في عصره مثل ماري أنطوانيت أو نابليون بونابرت. بحث ديلاروش بعناية الأزياء والإكسسوارات والإعدادات التي احتوتها لوحاته لتقديم عمله بدقة. رسم ديلاروش بلوحاته بتفاصيل دقيقة ومعالم واضحة لإبراز الدقة التاريخية. أضفت الحركة المتفاوتة لضربات الفرشاة جنبًا إلى جنب مع ألوان ومواضع شخصيات لوحاته مظهرًا فريدًا لكل منهم؛ وهو الأمر الذي أضفى الروح لها بشكل يتناسب مع طبيعة الشخصية والحدث. لا تهتم العين العامة بالتفاصيل والفروق الدقيقة في الرسم، لكن ديلاروش يفضل القيمة الأدبية للوحاته على قيمتها التصويرية. وازن  ديلاروش بين الجوانب الأدبية والمسرحية والسردية والتصويرية للوحاته التاريخية.

## الأعمال التاريخية والدقة
تصور لوحاته الدرامية ومنها «انسياق سترافورد إلى الإعدام» التي تصور رئيس الأساقفة ويليام لود وهو يمد ذراعيه من النافذة الصغيرة العالية في زنزانته ليبارك توماس وينتورث، أول إيرل من سترافورد، بينما يمر سترافورد في الممر المراد في طريقه إلى الإعدام. يظهر عمل آخر مشهور الكاردينال ريشيليو في بارجة رائعة قبل القارب الذي يحمل سينك مارس ودو ثو لتنفيذ إعدامهم. ومن بين أعمال ديلاروش المهمة الأخرى «الأمراء في البرج» و«اليافعة مارتير»؛ تظهر هذه الأخيرة الشابة مارتير تطفو ميتة على نهر التايبر.

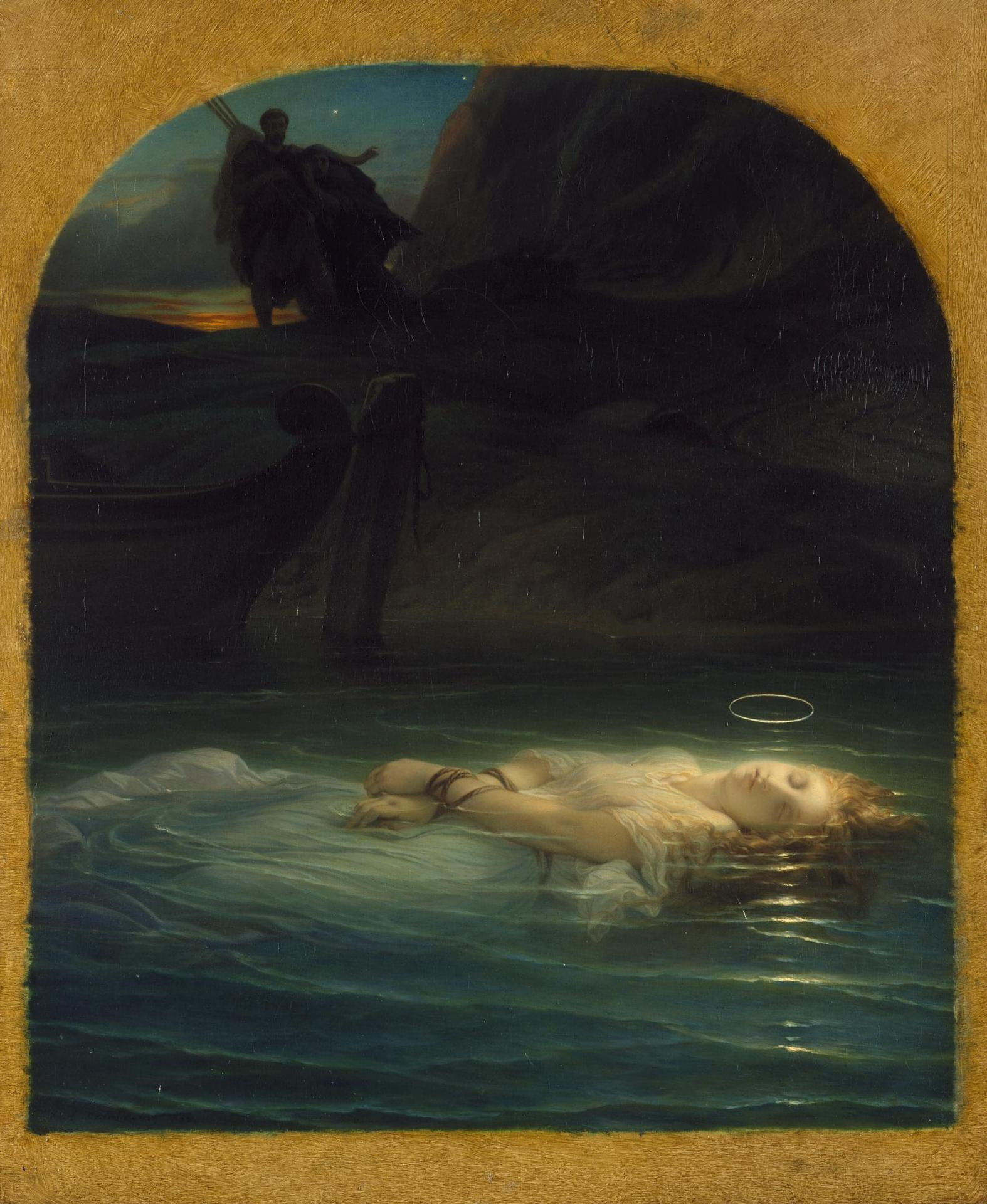
الشهيدة الشابة متحف هيرميتاج في سانت بطرسبرغ ، روسيا.

احتوت أعمال ديلاروش في بعض الأحيان على أخطاء تاريخية. تبدو لوحة « كرومويل الذي يقوم برفع غطاء التابوت لينظر إلى جثة تشارلز» التي تستند إلى أسطورة شعبية ولوحة «إعدام السيدة جين جراي» وكأنها تحدث في زنزانة، وهو أمر غير دقيق. اهتم ديلاروش بالتأثير المأساوي أكثر من الحقيقة التاريخية؛ إذ تصور –مثلًا- لوحة «الملك في غرفة الحراس» قيام جنود التطهير الأشرار بنفخ دخان التبغ في وجه الملك تشارلز. يلاحظ الأمر نفسه في لوحة «الملكة إليزابيث تحتضر على الأرض».

## الزواج من لويز فيرنيت
كان حب ديلاروش لابنة هوريس فيرنيت لويز عاطفة ممتعة في حياته. تزوج من لويز في عام 1835، وهو العام نفسه الذي عرض فيه لوحة «رأس ملاك» التي تمثلها. يُقال بأن ديلاروش لم يتعافَ أبدًا من صدمة وفاتها في عام 1845 عن عمر يناهز 31 عامًا. وبعد خسارتها رسم سلسلة من الصور التفصيلية الصغيرة لآلام المسيح. ركز الانتباه على الدراما الإنسانية للآلام، كما في اللوحة التي تصور سماع ماري وتلاميذ المسيح الحشود وهي تهتف ليسوع في طريق دولوروسا، وكذلك الأمر في لوحة تصور حراسة القديس يوحنا بيت ماري بعد وفاة ابنها.

لوحة لويس فيرنيه زوجة بول ديلاروش وهي تحتضر في سنة 1845

## معرض صور

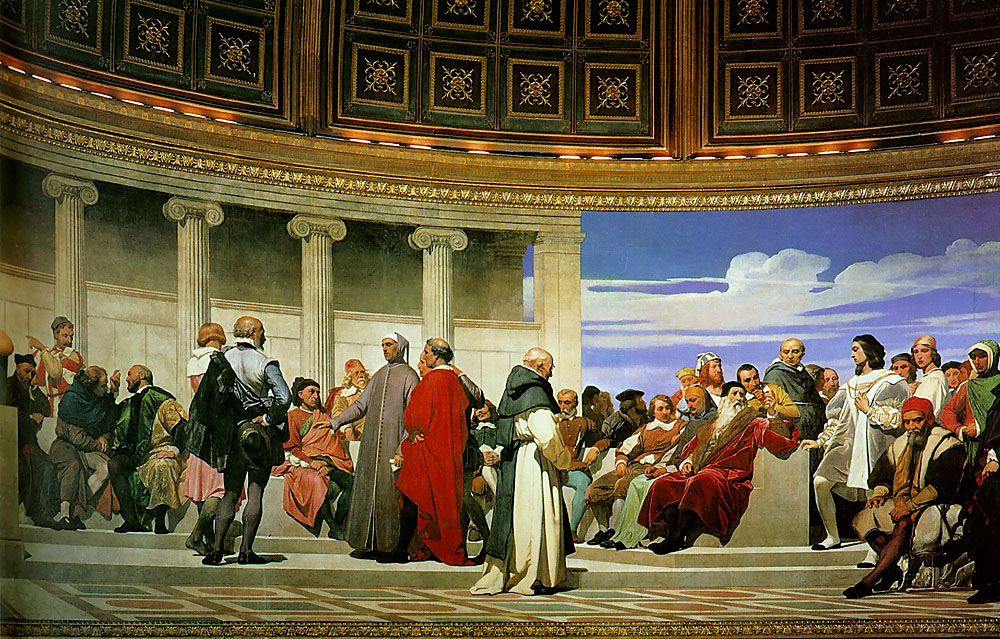
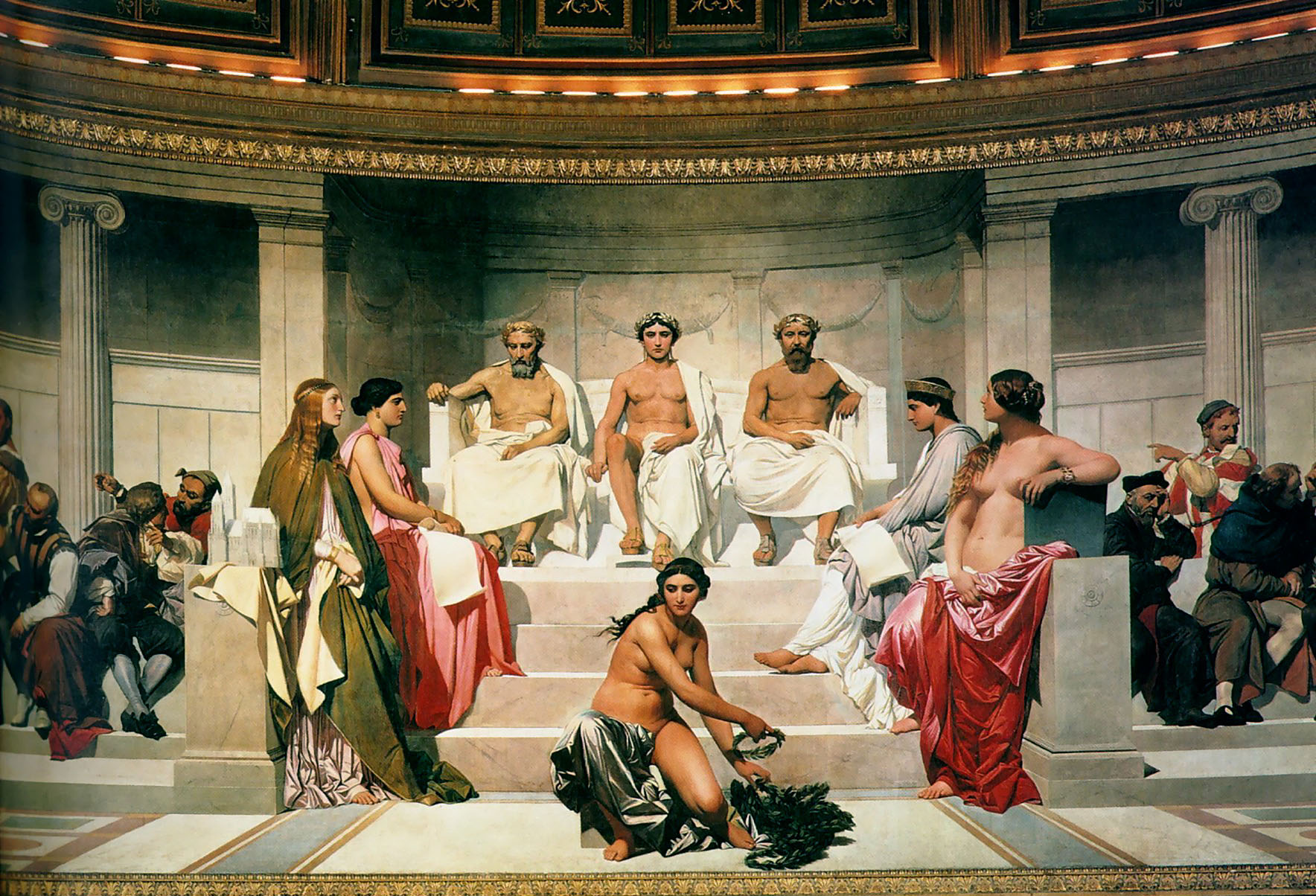
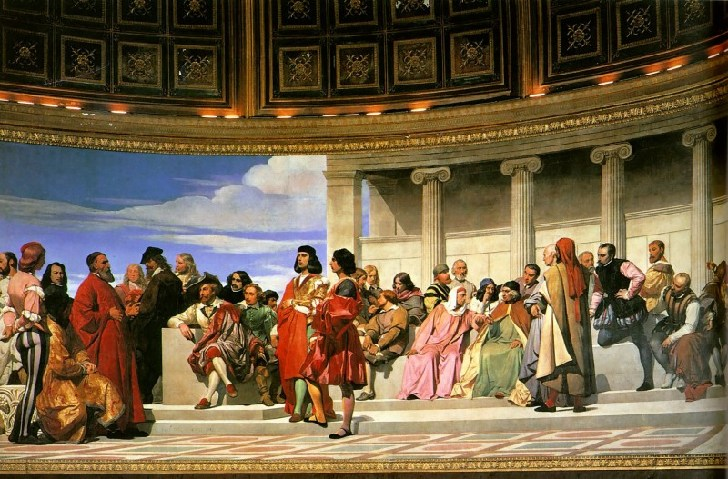

## روابط خارجية
- بول ديلاروش على موقع الموسوعة البريطانية (الإنجليزية)
- بول ديلاروش على موقع ميوزك برينز (الإنجليزية)
- بول ديلاروش على موقع إن إن دي بي (الإنجليزية)
- بول ديلاروش على موقع ديسكوغز (الإنجليزية)